# Сорек (річка)
Сорек (івр. שורק) — річка в Ізраїлі.
Бере початок в південній частині Західного берега річки Йордан, неподалік від Єрусалима. Впадає в Середземне море в районі кібуца Пальмахім, між Рішон-ле-Ціоном і Ашдодом.
Річка надмірно забруднена стоками з каналізації і промисловими водами.
У долині річки, у 28 км на північний захід від Єрусалима, недалеко від міста Бейт-Шемеш знаходиться сталактитова печера площею 5000 м².
Ім'ям річки названа одна з регіональних рад Ізраїлю (Nahal Sorek Regional Council) і ядерний дослідницький центр, що знаходиться поблизу.